# It Don't Come Easy
It Don't Come Easy är en poplåt skriven och framförd av Ringo Starr som utgavs som fristående singel i april 1971. Med undantag för Nordamerika och enstaka europeiska länder där titelspåret från hans album Beaucoups of Blues utgivits som singel, var det hans första som soloartist. Låten producerades av George Harrison, som enligt Starr också var involverad i komponerandet av låten, utan att stå med som upphovsman. Han medverkar också med gitarr på inspelningen. Vidare medverkar Klaus Voormann på bas, Gary Wright på piano, och Badfinger-medlemmarna Pete Ham och Tom Evans som kör. Låten kom att bli en hitsingel i många länder och framfördes också av Starr på The Concert for Bangla Desh. På singelns b-sida fanns låten "Early 1970" vilken behandle The Beatles upplösning. Båda låtar togs senare med på Ringo Starrs första samlingsskiva Blast from Your Past 1975.
Låten finns med i Simpsons-avsnittet Brush with Greatness från 1991 där också Ringo Starr medverkar.

## Listplaceringar
| Lista (1971)   | Topplacering          |
| -------------- | --------------------- |
| Australien     | 3 (Go Set)            |
| Danmark        | 2 (DR "Top 10")       |
| Finland        | 40                    |
| Frankrike      | 14                    |
| Irland         | 4                     |
| Japan          | 30 (Oricon)           |
| Kanada         | 1 (RPM)               |
| Nederländerna  | 7                     |
| Norge          | 5 (VG-lista)          |
| Nya Zeeland    | 7 (NZ Listner)        |
| Schweiz        | 5                     |
| Spanien        | 11                    |
| Storbritannien | 4                     |
| Sverige        | 20 (Kvällstoppen)     |
| Sverige        | 7 (Tio i topp)        |
| Österrike      | 10                    |
| USA            | 4 (Billboard Hot 100) |
| Västtyskland   | 5                     |